# Segon d'Abula
Segon és venerat com a sant patró d'Àvila (Castella i Lleó). La tradició el fa primer bisbe de la ciutat i un dels Set barons apostòlics de la Bètica. D'existència incerta, al voltant seu hi ha diverses llegendes i tradicions.

## Llegenda
No sabem res sobre la vida d'aquest bisbe. Segons la tradició, va evangelitzar la ciutat d'Abula, situada a Abla (província d'Almeria), tot i que la tradició, per la similitud del nom, la va ubicar a Àvila, a Castella. N'hauria estat el primer bisbe i hi hauria mort màrtir.
Segons aquesta tradició, Secundi va ésser un dels Set barons apostòlics, missioners que havien estat ordenats a Roma i enviats pels sants Pere apòstol i Pau de Tars a evangelitzar la Bètica al segle i, repartint-se en diferents ciutats i essent martiritzats tots ells.
La tradició d'Àvila explica que Secundi va marxar a Àvila; aquesta tradició, però, és tardana i s'origina a partir de la troballa a Àvila, en 1519, d'un sepulcre amb la inscripció Sanct. Secundus. Prèviament, no hi havia cap notícia de la presència d'aquest sant a la ciutat. Probablement, el sepulcre correspon a una altra persona: la coincidència del nom i la similitud del nom llatí Abula amb el de la ciutat castellana va induir a pensar en el bisbe bètic i a elaborar una llegenda que expliqués el fet.

## Historicitat
- Article principal: Set barons apostòlics

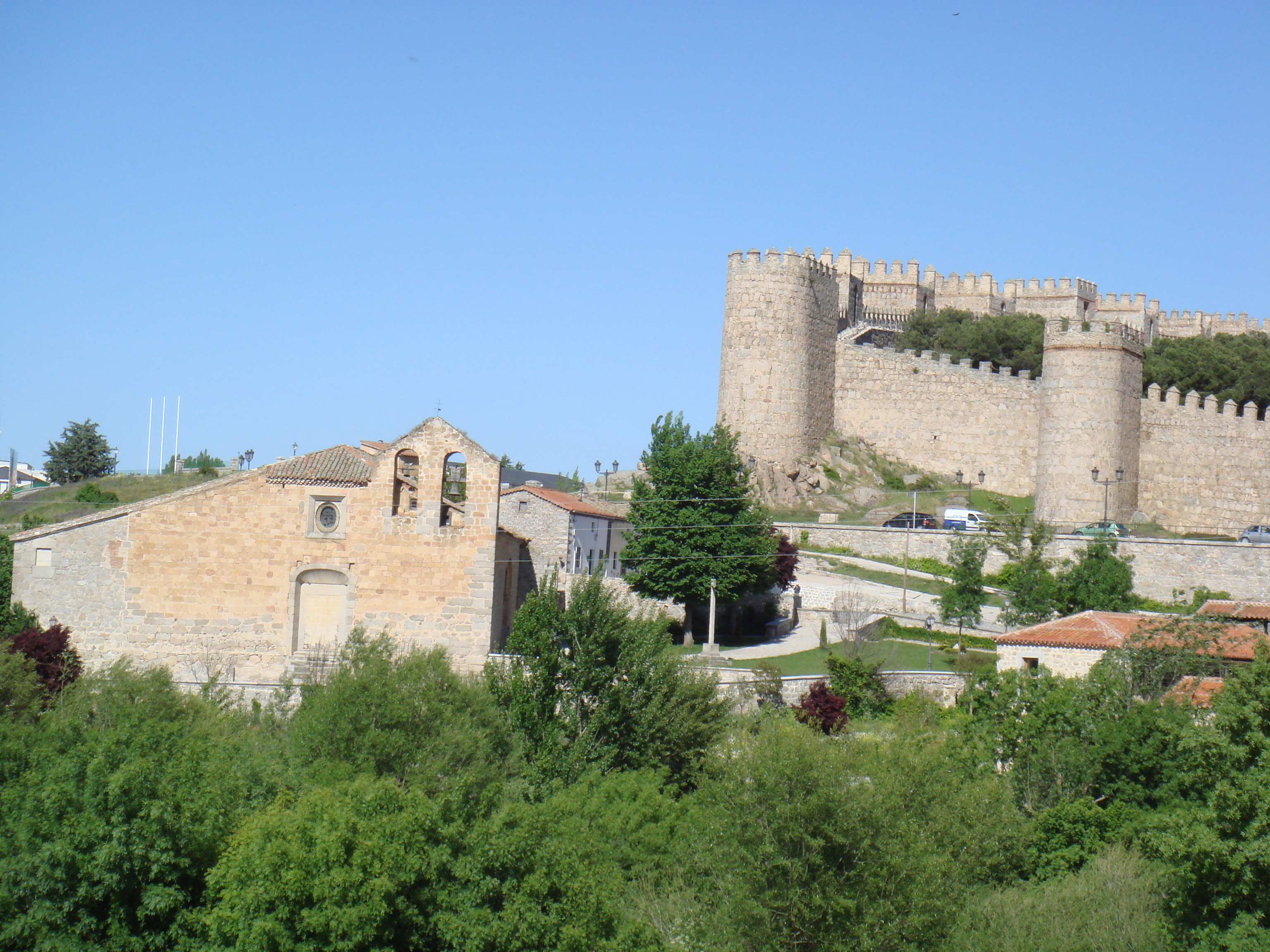
Ermita de San Segundo, als afores d'Àvila.

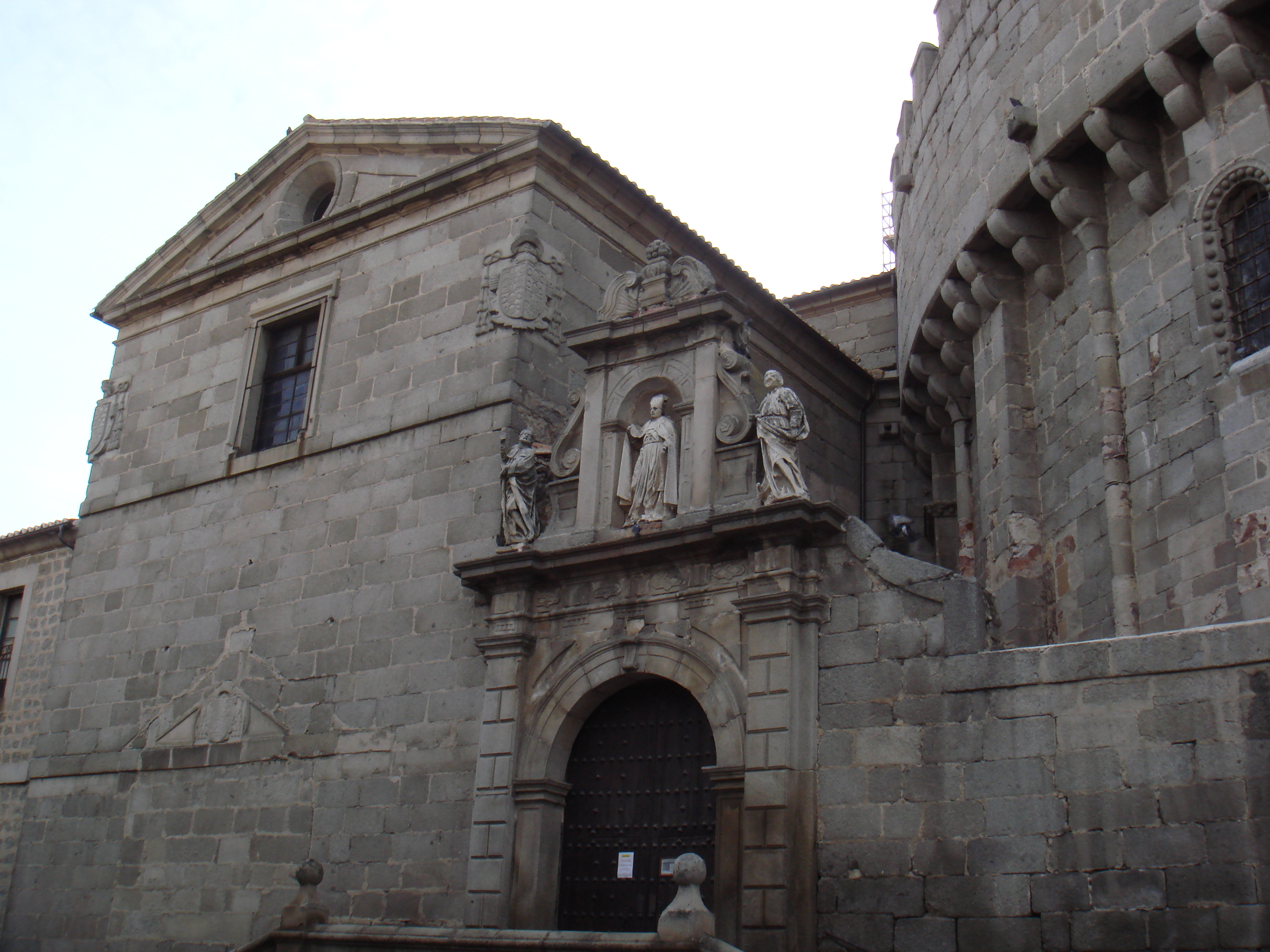
Entrada de la capella del sant a la Catedral d'Àvila.

Les fonts més antigues que citen els barons daten del segle X i podrien remuntar-se als segles VIII o IX; semblen, però, obres hagiogràfiques on, sense fonament històric, s'enaltia l'església andalusa, llavors sota el domini musulmà. En fonts anteriors, tant històriques com litúrgiques, i fins i tot a la mateixa zona, no s'esmenten mai aquests sants. Segurament es tracta d'una llegenda pietosa de l'època visigoda, elaborada amb la intenció de reforçar els vincles de l'Església local amb Roma, fent que l'evangelització hispànica fos directament obra de la predicació de deixebles de l'apòstol Pere.
La llegenda tingué molt èxit, especialment a partir de la seva difusió en els falsos cronicons dels segles xvi i xvii i, particularment, de la falsa crònica de Dextre, que oferia molts detalls sobre els sants i la seva activitat en la Bètica, tots ells obra del falsificador jesuïta Jerónimo Román de la Higuera.

## Veneració
És patró d'Àvila des del segle xvi. L'11 de setembre de 1594 van traslladar-se les relíquies del sant a la catedral, quedant a l'ermita el primer sepulcre esculpit per Juan de Juni. S'hi celebra el 2 de maig i, amb els altres sis barons apostòlics, el 15 de maig.